# トヤマキカイ
トヤマキカイ株式会社（Toyama Machinary Co.,Ltd.）は大阪府堺市中区に本社を置く精密機械メーカーである。
1963年創業。

## 会社概要
配列生産装置を主体とする工作機械の大手。特に搬送系、プレス成型の製造機に強い。
その他にも各種生産システムならびに、自動生産ラインの開発及び設計製作をトータルで請け負っている。
同社の工作機械は大型企業から中小企業まで、数多くの企業に採用されている。
国内は勿論、海外への実績も多数。
2000年 世界最速の直行型自動タビングマシン開発。
2002年 超精密ガラスモールド成形機開発。
2003年 ソーラーセルタビングマシンにおいて第15回中小企業優秀新技術・新製品賞を受賞。
2009年 本社をこれまでの大阪市中央区松屋町から、堺市に移している。
2013年 ソーラーセルレイアップシステムを開発。
2014年 CF対応圧着装置開発。
2016年 ポータブルバッテリーSOLABOを開発。